# Promachus conradti
Promachus conradti là một loài ruồi trong họ Asilidae. Promachus conradti được Hobby miêu tả năm 1936. Loài này phân bố ở vùng nhiệt đới châu Phi.